# Євдокія (княгиня Болгарська)
Євдокія Августа Філіппіна Клементина Марія (17 січня 1898, Софія — 4 жовтня 1985, Фрідріхсгафен) — княгиня, дочка царя Болгарії Фердинанда I і княгині Марії Луїзи, сестра царя Бориса III і князя Кирила і зовиця цариці Іоанни Савойської.

## Біографія
Народилася 17 січня 1898 року в сім'ї князя Болгарії Фердинанда I і княгині Марії Луїзи. Рано позбулася матері (Марія Луїза померла 31 січня 1899 року, коли дитині було трохи більше як рік). Здобула гарну освіту в домашніх умовах. Змалечку, добре говорила німецькою мовою. Коли Фердинанд I був повалений, Євдокія та її сестра княгиня Надія вирушили за ним у родовий маєток у Кобурзі. Завдяки Александру Стамболійському, який розумів, що молодому царю Борису занадто самотньо в Софії, обидві княгині повернулися в Болгарію в 1922 році. Євдокія стала його найближчою довіреною особою і радником. У цей період між принцесою Євдокією і болгарським офіцером Іваном Багряновим спалахує любов.
Іван Багряний був сином фермера Деліфорани. Закінчив Військову школу в Софії. Він бере участь в балканських та І світовій війні, його нагороджують орденами за хоробрість. Княгиня Євдокія любить його мужність і фізичну красу, сприймає його як поета, (як болгарського Лермонтова). А Іван Багрянов любить розум, інтелект і артистизм принцеси. Вони вирішують побратися, але король Фердинанд не погоджується, тому що Багряний не був аристократом. Княгиня Євдокія була талановитою художницею і меценаткою. Вона проєктувала і виготовляла бойові прапори дивізій і полків болгарської царської армії. Вона залишила близько 1000 акварельних картин, які сьогодні знаходяться в Національній картинній галереї і в приватних колекціях. Вона зробила ілюстрації книг «Іліада», «Одіссея» і «Енеїда».
Брала активну участь у порятунку болгарських євреїв, таємно допомагаючи їм емігрувати в Англію і США під час Другої світової війни. Була заарештована після приходу комуністів до влади, після чого були місяці болісних допитів і принижень, які підірвали її здоров'я. 1946 року, перш ніж покинути країну разом з іншими членами царської сім'ї, подарувала свою особисту колекцію народних костюмів, вишивки і прикрас Етнографічному музею. До 1949 року жила зі своїм батьком, королем Фердинандом, в місті Кобург. 1958 року принцеса Євдокія оселилася в Фрідріхсгафені разом із сестрою-принцесою Надією, яка пізніше вийшла заміж за сина герцога Вюртембергского.
Померла 4 жовтня 1985 року в санаторії на Боденському озері. Болгари посадили на її могилі квітку герані з її рідної Болгарії.